# Barochův pramen
Barochův pramen (dřívější pojmenování Baroch-Horáčkův pramen, starší název Obecní pramen II.) je volně přístupný minerální pramen v Pramenech v okrese Cheb v Karlovarském kraji. Pramen nese jméno po jednom ze svých objevitelů, resp. obnovitelů, již zemřelém Františku Barochovi ze Správy CHKO Slavkovský les, místním ochránci přírody, speleologovi, znalci hornické historie, který mimo jiné objevil v roce 1982 vstup do historického dolu Jeroným, který se později stal národní kulturní památkou.

## Přírodní poměry
Pramen vyvěrá při pravém břehu Pramenského potoka u jihozápadního okraje obce Prameny. Nachází se v Hornoslavkovské vrchovině v centrální části geomorfologického celku Slavkovský les na území CHKO Slavkovský les.
V blízkém okolí vyvěrají při levém i pravém břehu Pramenského potoka další minerální prameny, z nichž v minulosti byl nejznámější Vincentův pramen, který je však zcela zdevastovaný.
V parčíku bývalých lázní, asi 300 metrů od Barochova pramene, byly v letech 2012–2013 obnoveny prameny Rudolf a Gisela.
Horninové podloží tvoří rozsáhlý masiv amfibolitů mariánskolázeňského metabazitového komplexu, největšího tělesa metamorfovaných bazických hornin v celém Českém masivu. Jihozápadně od vývěru kyselky se zvedá vysoký hadcový hřbet s vrcholem Vlčí kámen (883 m). Přibližně 550 m od pramene se nachází severní okraj přírodní rezervace Mokřady pod Vlčkem, která patří mezi botanicky nejpestřejší ve Slavkovském lese. Podložní a okolní bazické horniny obohacují místní prameny hořčíkem a železem, což je typické pro kyselky v centrální části Slavkovského lesa. Příkladem je Grünská kyselka a další minerální prameny využívané jako zdroje pro výrobu komerční minerálky Magnesia. Ve srovnání s kyselkami v širším okolí mají minerálky v Pramenech nižší celkový obsah rozpuštěných minerálních látek.

## Historie
Pramen má lokální význam a je využíván místními obyvateli k pitným účelům. Vytékal volně do potoka a v roce 1978 byl zachycen jímkou. První úpravy však proběhly již před rokem 1978, kdy František Baroch a Jindřich Horáček vložili do pramene výztuž a přepadovou trubku. Dílčí úpravy jímání a přístupu k prameni proběhly na počátku 80. let 20. století. Počátkem 90. let 20. století byl pramen využíván pro zásobování restaurací. Kolem roku 1996 došlo při vrtných pracích k částečnému poškození v rámci prováděného hydrogeologického průzkumu zřídelní struktury v Pramenech. V roce 2017 se obec Prameny zapojila do projektu Živé prameny a při internetovém hlasování zvítězila Barochova studánka v kategorii projektů Karlovarského kraje. V dubnu 2018 byla zahájena rozsáhlejší rekonstrukce. Došlo k vyčištění pramenní jímky od usazenin, opraveny byly izolace a obložení jímky. Kolem jímání byla postavena kamenná zídka a pramen zakryt dřevěnou stříškou, krytou modřínovým šindelem. Nad vývěr byla umístěna stará fotografie Stanislava Wiesera z roku 1978 zobrazující Františka Barocha u pramene. Upraveno bylo i bezprostřední okolí, doplněné lavičkou k posezení a informační tabulí. Rozšířena byla i přístupová cesta. Otevření pramene se uskutečnilo v květnu 2018 a široké veřejnosti byl Barochův pramen představen v rámci akce Den živých vod koncem října 2018. Pramen se stal místem setkávání místních obyvatel a je navštěvován turisty.

## Vlastnosti a složení
Teplota pramene je poměrně stálá, pohybuje se okolo 7 °C, celková mineralizace je dost nízká, činí přibližně 430 mg/litr. Obsah rozpuštěného oxidu uhličitého je naopak vysoký a dosahuje hodnoty 2 800 mg/litr, což dodává minerálce vysokou perlivost a příjemnou chuť. Minerální voda má zvýšený obsah hořčíku (Mg) v hodnotě 23 mg/litr. Hodnota pH je 4,9. Vydatnost je dosti vysoká, podle měření z března 2019 činí 30 litrů/min.

## Přístupnost
Minerální pramen je snadno dostupný a volně přístupný. Od turistického rozcestníku modře a zeleně značené turistické trasy v obci Prameny vede přes lávku nad Pramenským potokem místní značka k vývěru Barochova pramene. Vzdálenost od rozcestníku je necelých 100 metrů.

## Fotogalerie

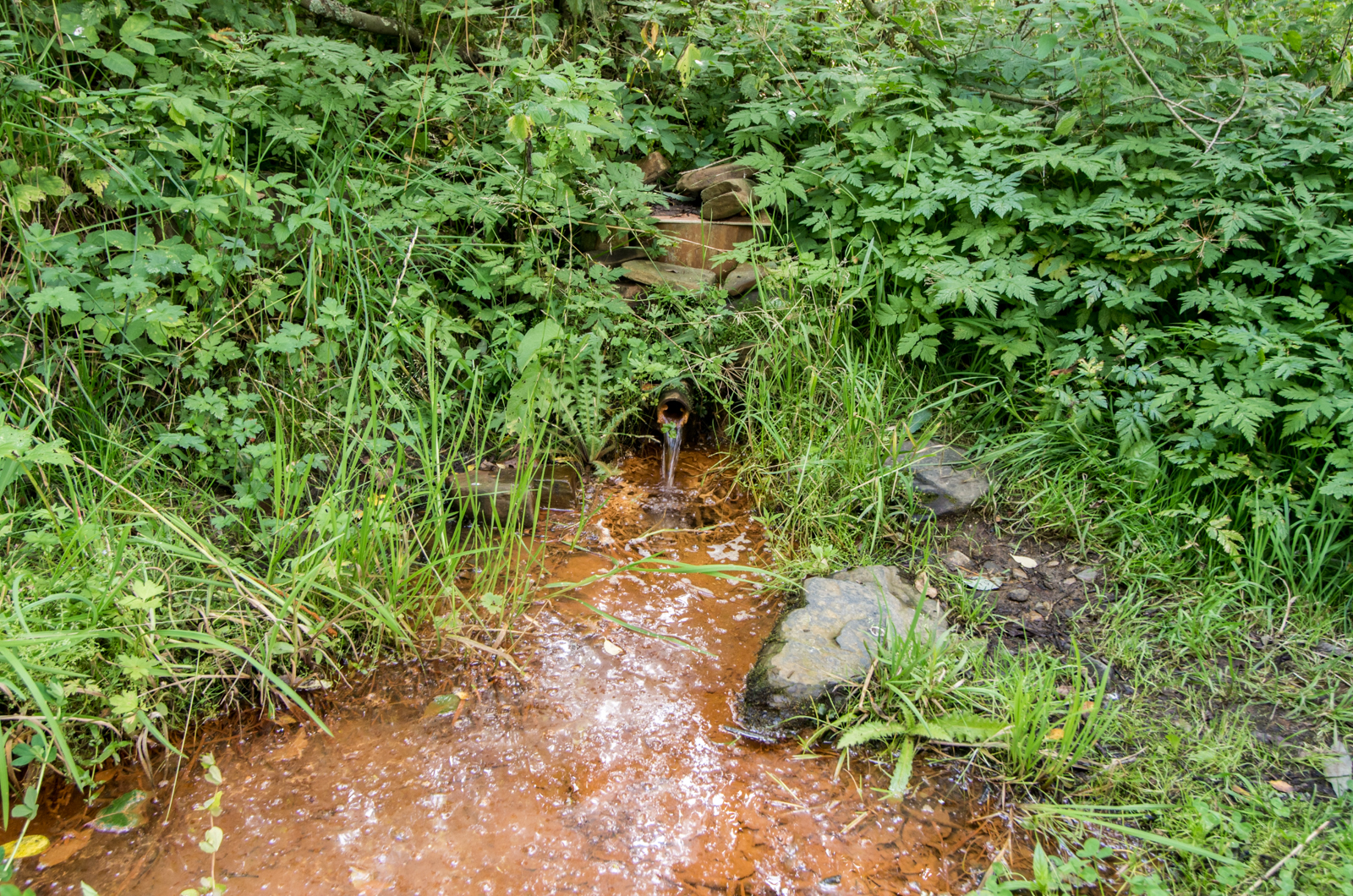
Pramen v srpnu 2014
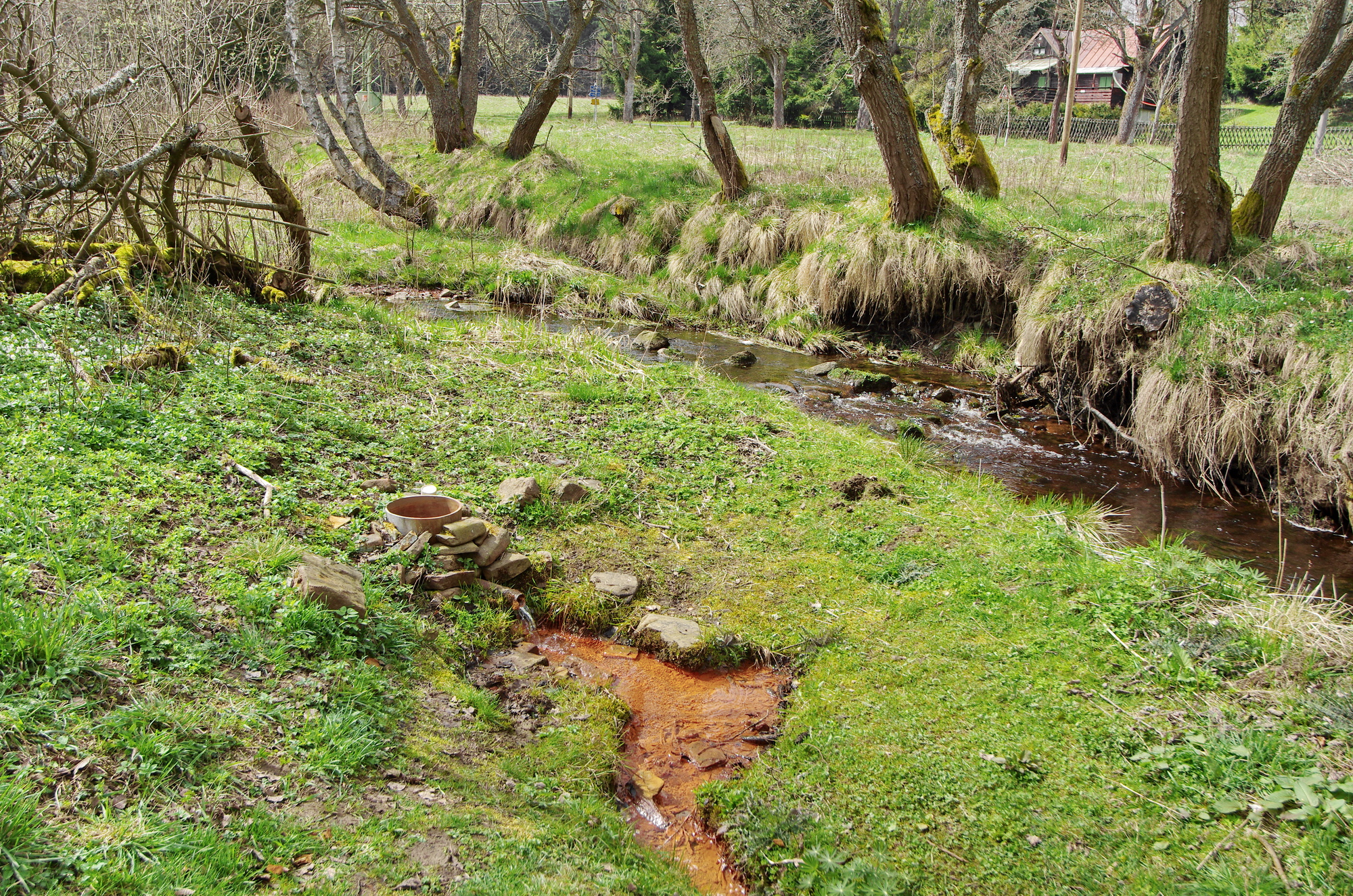
Pramen a Pramenský potok v dubnu 2016
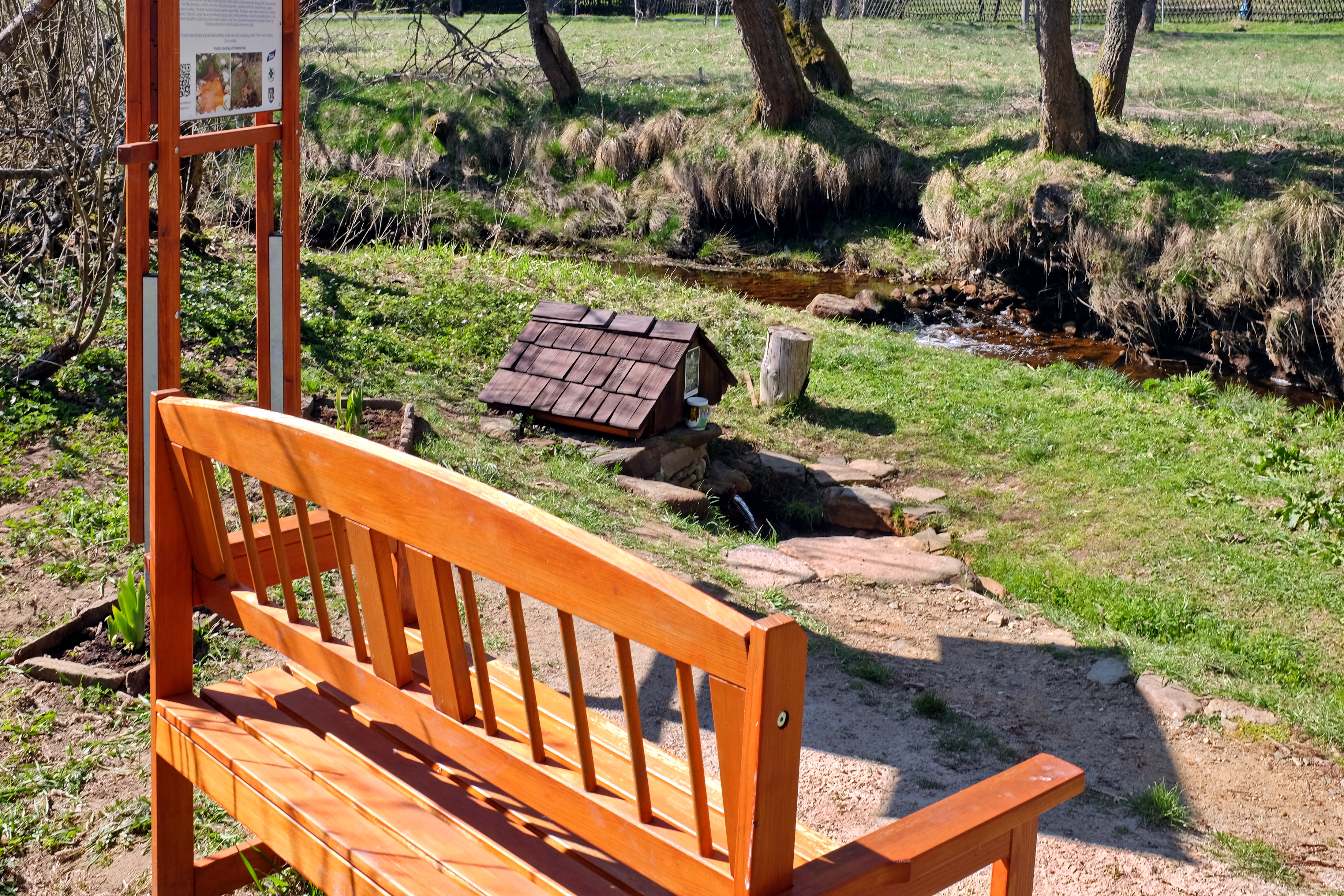
Upravené místo v dubnu 2019
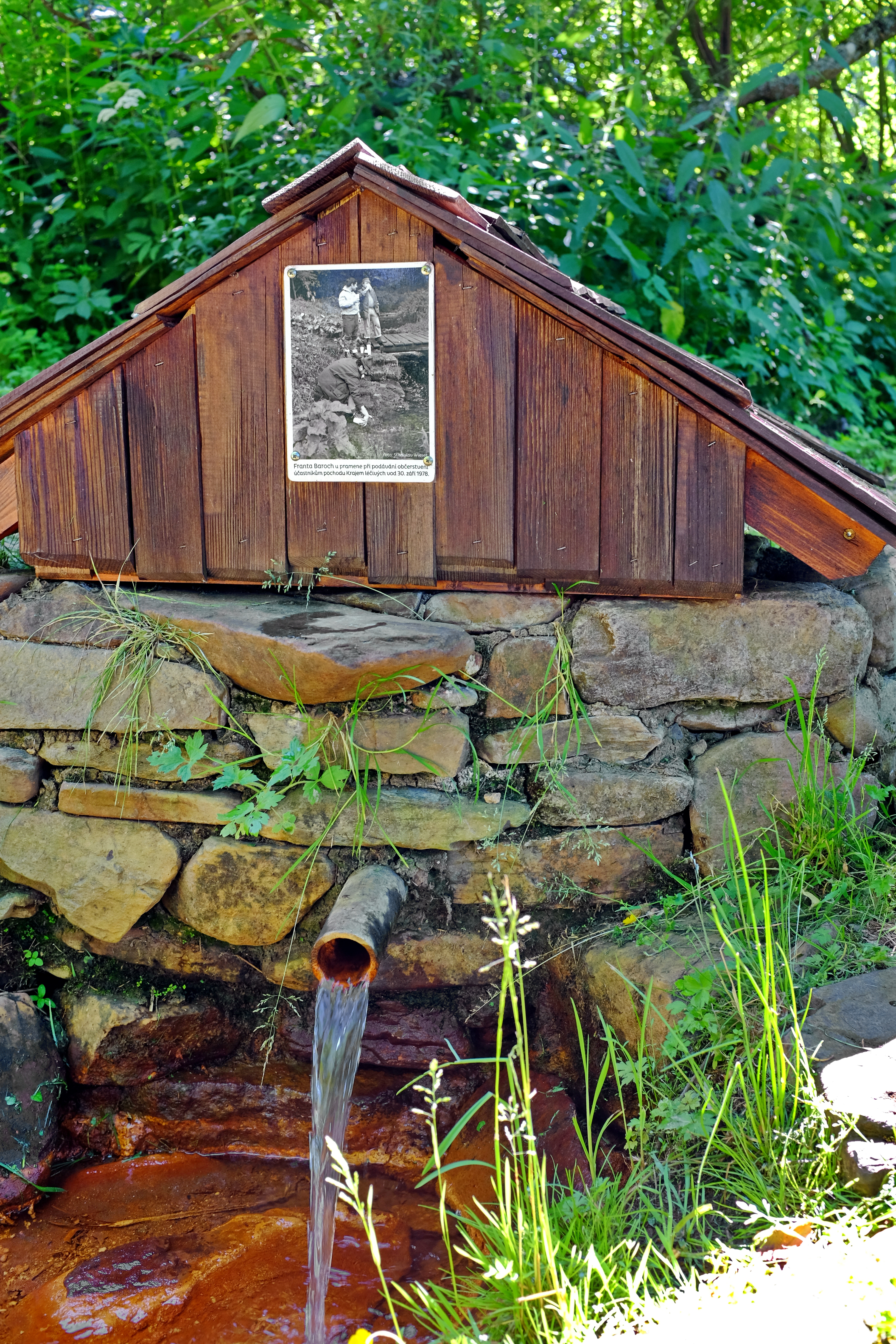
Přístřešek s vývěrem v červnu 2019
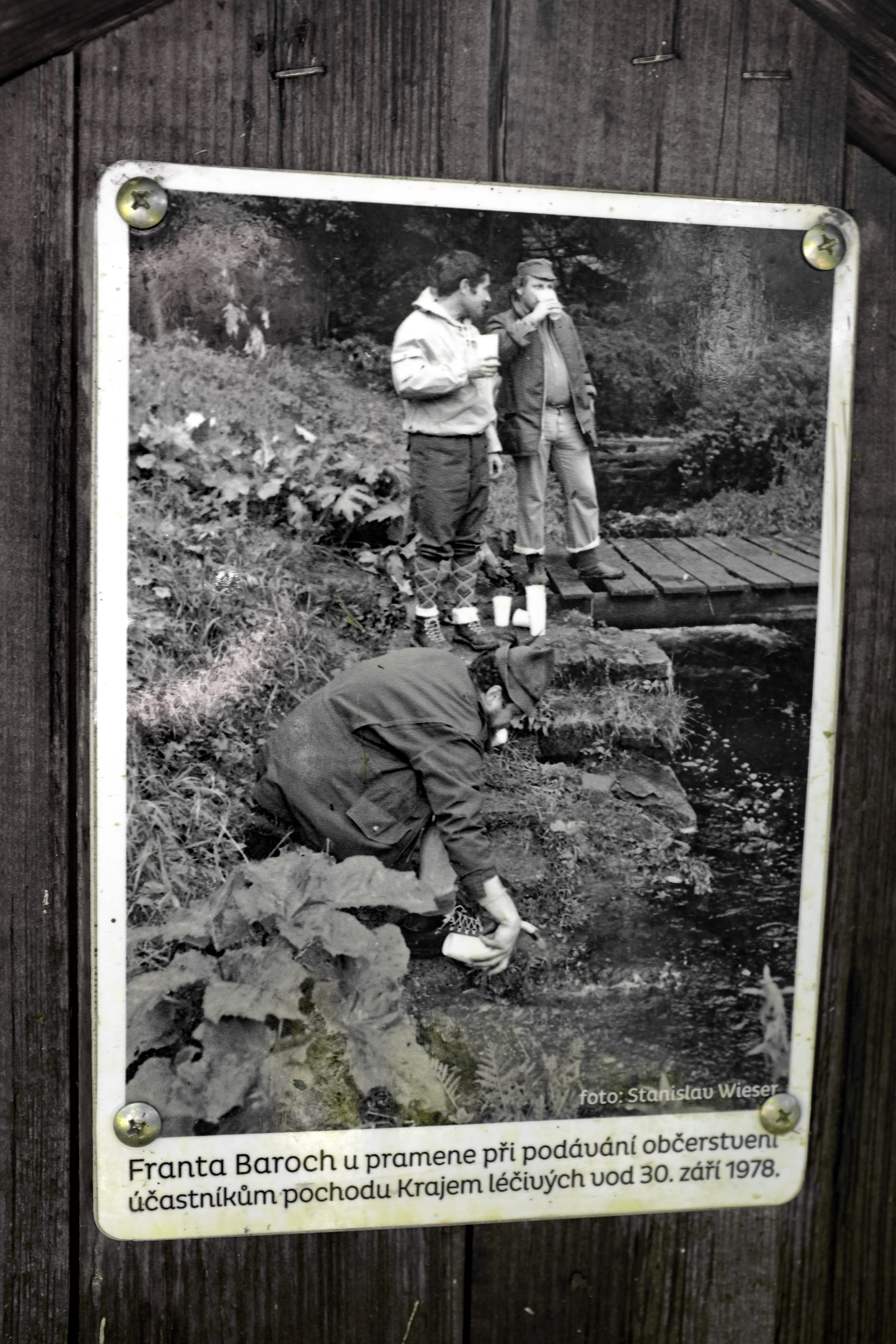
Stará fotografie z roku 1978 na přístřešku